# Erich Schanze
Erich Schanze (* 27. Dezember 1942 in Frankfurt am Main) ist ein deutscher Jurist und ehemaliger Professor an der Philipps-Universität Marburg.

## Leben
Schanze studierte an der Johann Wolfgang Goethe-Universität Frankfurt am Main und der University of Edinburgh Rechtswissenschaft. Anschließend studierte er an der Harvard University und erwarb 1969 den akademischen Grad des Masters of Laws (LL.M.). Er promovierte im Gesellschaftsrecht und habilitierte über internationale Investitionsverträge bei Hans-Joachim Mertens in Frankfurt. Von 1972 bis 1987 war Schanze Rechtsanwalt in Frankfurt. Zahlreiche Gastprofessuren oder Forschungsaufenthalte führten ihn an amerikanische Universitäten (University of California, Berkeley 1994; University of Chicago 1980 und 1990; Columbia University 1994; Harvard University 1978 und 1994; Stanford University 1978; University of Virginia 2000). Zudem war er 1991–1994 Gastdozent an der Staatlichen Universität Sankt Petersburg. 1995–1998 war er Mitglied der Harvard-Beratergruppe zur Schaffung eines russischen GmbH-Rechts.
Nach Professuren an der Ruprecht-Karls-Universität Heidelberg und der Carl von Ossietzky Universität Oldenburg war Schanze seit 1995 Professor für Bürgerliches Recht, Rechtsvergleichung und Internationales Wirtschaftsrecht in Marburg und dortiger Direktor des Instituts für Rechtsvergleichung. Seit 2000 ist er Mitglied des Marburger Universitätssenats. Seit 2004 hat Schanze einen Lehrauftrag für Law and Economics an der Universität St. Gallen. Überdies ist er seit 2006 ständiger Gastprofessor an der Universität Bergen.
Im Jahr 2006 verlieh ihm die Universität St. Gallen die Ehrendoktorwürde.

## Forschungsschwerpunkt
Schanzes Forschungsschwerpunkt liegt insbesondere im Vertrags- und Gesellschaftsrechts, der Gestaltungspraxis "symbiotischer" Vernetzung von Produktions- und Absatzsystemen, des Rechts internationaler Wirtschaftstransaktionen sowie vor allem der Anwendung ökonomischer Methodik auf juristische Problemstellungen.